# Med Förintelsen i bagaget
Med Förintelsen i bagaget är en självbiografisk bok skriven av Sioma Zubicky och utgiven 1997.

"Nu var det första maj 1945 och jag skulle fylla 19 år om precis två månader. Vi var ett 70-tal skelett, mer eller mindre levande, som befriades av 7:e amerikanska armén i närheten av Wolfrathshausen i Bayern. ... Mina tårar hade för länge sedan torkat ut. Jag var befriad, men inte fri. Jag fanns men fanns ändå inte. Auschwitz förblev min skugga."
Sioma berättar i boken, i tre ungefär lika långa avsnitt, om sin uppväxt på cirkus och om livet som xylofonspelande underbarn i det mondäna förkrigs-Paris, därefter om nazitiden och åren i Auschwitz, och slutligen om befrielsen, den pågående kampen för ett nytt liv och om verkligheten idag bland ungdomar i svenska skolor. Sist i boken får dessa ungdomar röst genom Lilian Edvalls intervjuer gjorda i omedelbar anslutning till Siomas föredrag. Boken vänder sig till ungdomar på högstadiet och gymnasiet, till lärare och föräldrar.
"Med Förintelsen i bagaget" är Sioma Zubickys debut som författare.
Utgiven av Bonnier Carlsen, ISBN 91-638-3657-2